# اوپاللا
اوپاللا (به لاتین: Opalla) یک منطقهٔ مسکونی در سری‌لانکا است که در استان مرکزی (سری‌لانکا) واقع شده‌است.